# マウントカーメル大聖堂 (サイパン島)
マウントカーメル大聖堂（マウントカーメルだいせいどう、英語: Carmel Cathedral）として知られる、カルメル山の聖母大聖堂（英語: Our Lady of Mount Carmel Cathedral）は、アメリカ合衆国の海外領土である北マリアナ諸島のサイパン島にあるカトリック教会の大聖堂。いわゆる母教会であり、北マリアナ諸島を管轄するチャラン・カノア司教区の司教座となっている。この教会は、サイパン島のチャラン・カノアの村に位置している。
もともとはスペイン統治時代に最初に建てられた教会であったが、第二次世界大戦中に破壊され、1949年に再建された。北マリアナ諸島において、もっとも規模が大きい教会である。
ミサなどは、チャモロ語、英語、フィリピン語で執り行われている。
大聖堂に付属する墓地の敷地は、かつての日本統治時代の南興神社の境内跡であり、鳥居や灯籠など神社遺構も一部に残されている。